# 仙公 (曼谷)

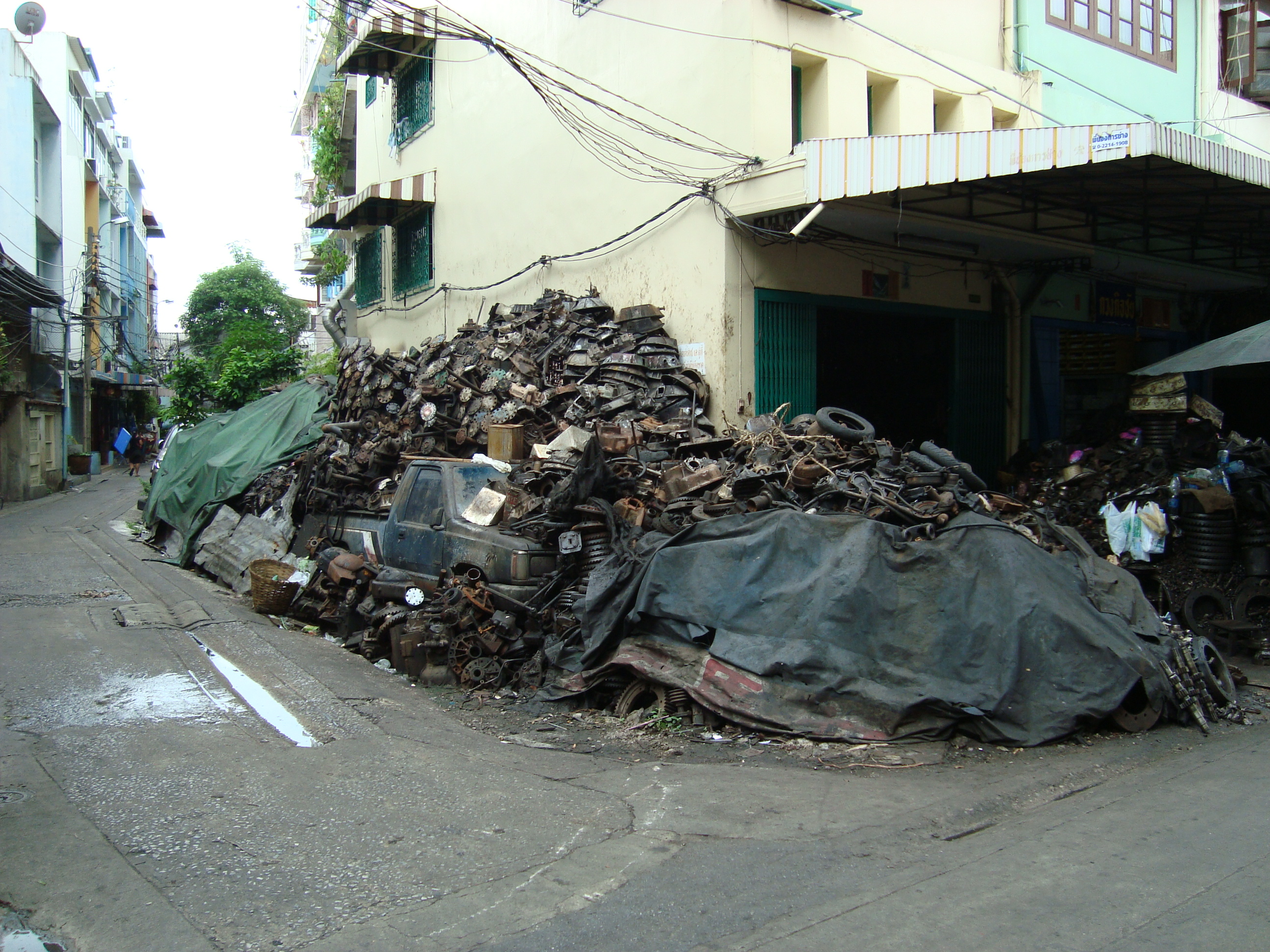
仙公（瓦尼二巷）路边堆积如山的汽车零件

仙公（羅馬化：Siang Kong）是泰国曼谷唐人街哒叻仔区的一处街区，范围涵盖石龙军路东段、嵩越路、考兰路（Khao Lam）一带，如今是曼谷的二手车材交易中心。核心地段是瓦尼二巷（羅馬化：Soi Wanit 2）。
“仙公”因区内嵩越路旁的华人庙宇仙公宫（羅馬化：San Chao Siang Kong）得名。仙公宫是1854年修建的闽南庙宇，二战期间，华裔居民聚集在此地交换引擎零件，逐渐发展为今日规模。由于此地在泰国二手市场中颇为有名，在泰国的其他地方亦出现名为“仙公”的二手车材交易区。